# Relações entre Brasil e São Tomé e Príncipe
As relações Brasil-São Tomé e Príncipe referem-se às relações bilaterais entre o Brasil e São Tomé e Príncipe. Ambas as nações são membros da Comunidade dos Países de Língua Portuguesa, Grupo dos 77 e das Nações Unidas.

## História
Brasil e São Tomé e Príncipe estiveram unidos por trezentos anos como parte do Império Português. Como parte desse Império, São Tomé e Príncipe foi usado como ponto de partida durante o comércio de escravos no Atlântico da África continental para o Brasil. De 1815 a 1822, São Tomé e Príncipe foi administrado pelo Brasil durante a transferência da corte portuguesa para o Brasil.
Em julho de 1975, São Tomé e Príncipe obteve a independência de Portugal . Nesse mesmo ano, o Brasil reconheceu a independência de São Tomé e Príncipe. Em dezembro de 1975, o Brasil abriu uma embaixada em São Tomé. Em junho de 1984, as duas nações assinaram um Acordo de Cooperação Cultural e um Acordo de Cooperação Científica e Técnica.
Em novembro de 2003, o presidente brasileiro Luiz Inácio Lula da Silva fez uma visita oficial a São Tomé e Príncipe, tornando-se o primeiro chefe de estado brasileiro a visitar o país. Durante a visita, o presidente da Silva inaugurou a embaixada do Brasil em São Tomé e assinou acordos de cooperação com projetos como o Bolsa Família, agricultura familiar, alfabetização, educação e esporte. O presidente da Silva também fez a entrega simbólica de um lote de 2.592 livros doados pelo Ministério da Cultura a São Tomé. Em 2004, o presidente de São Tomé e Príncipe, Fradique de Menezes, fez uma visita oficial ao Brasil.
Em março de 2008, o Centro de Estudos Brasileiros foi inaugurado em São Tomé. A Agência Brasileira de Cooperação auxilia e desenvolve projetos em diversas áreas em São Tomé e Príncipe, incluindo infraestrutura, agricultura, alfabetização, saúde e prevenção do HIV / AIDS.

## Visitas de alto nível

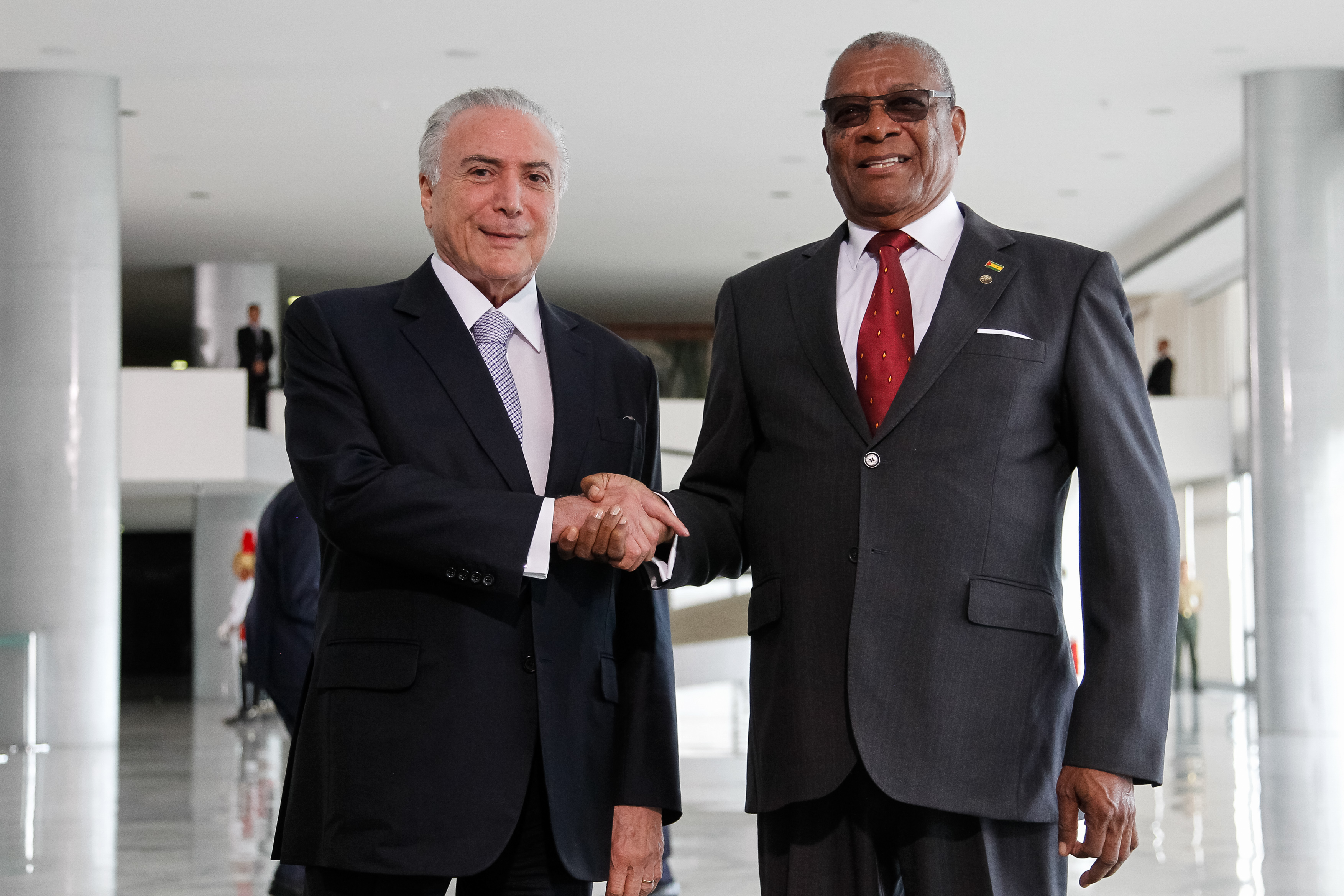
O presidente brasileiro Michel Temer e o presidente são-tomense Evaristo Carvalho em Brasília, 2018.

### Visitas de alto nível do Brasil a São Tomé e Príncipe
- Presidente Luiz Inácio Lula da Silva (2003, 2004)
- Chanceler Mauro Vieira (2015)

### Visitas de alto nível de São Tomé e Príncipe ao Brasil
- Chanceler Maria do Nascimento da Graça Amorim (1984)
- Ministro das Relações Exteriores Alberto Paulino (2000)
- Presidente Fradique de Menezes (2004, 2005)
- Ministro das Relações Exteriores Ovídio Manuel Barbosa Pequeno (2004, 2005)
- Chanceler Carlos Augusto dos Anjos (2007)
- Ministro das Relações Exteriores Carlos Tiny (2009, 2010)
- Presidente Evaristo Carvalho (2018)

## Missões diplomáticas residentes
- Brasil tem uma embaixada em São Tomé.[5]
- São Tomé e Príncipe é credenciado no Brasil a partir de sua Missão Permanente junto às Nações Unidas em Nova York.